# Cartografia

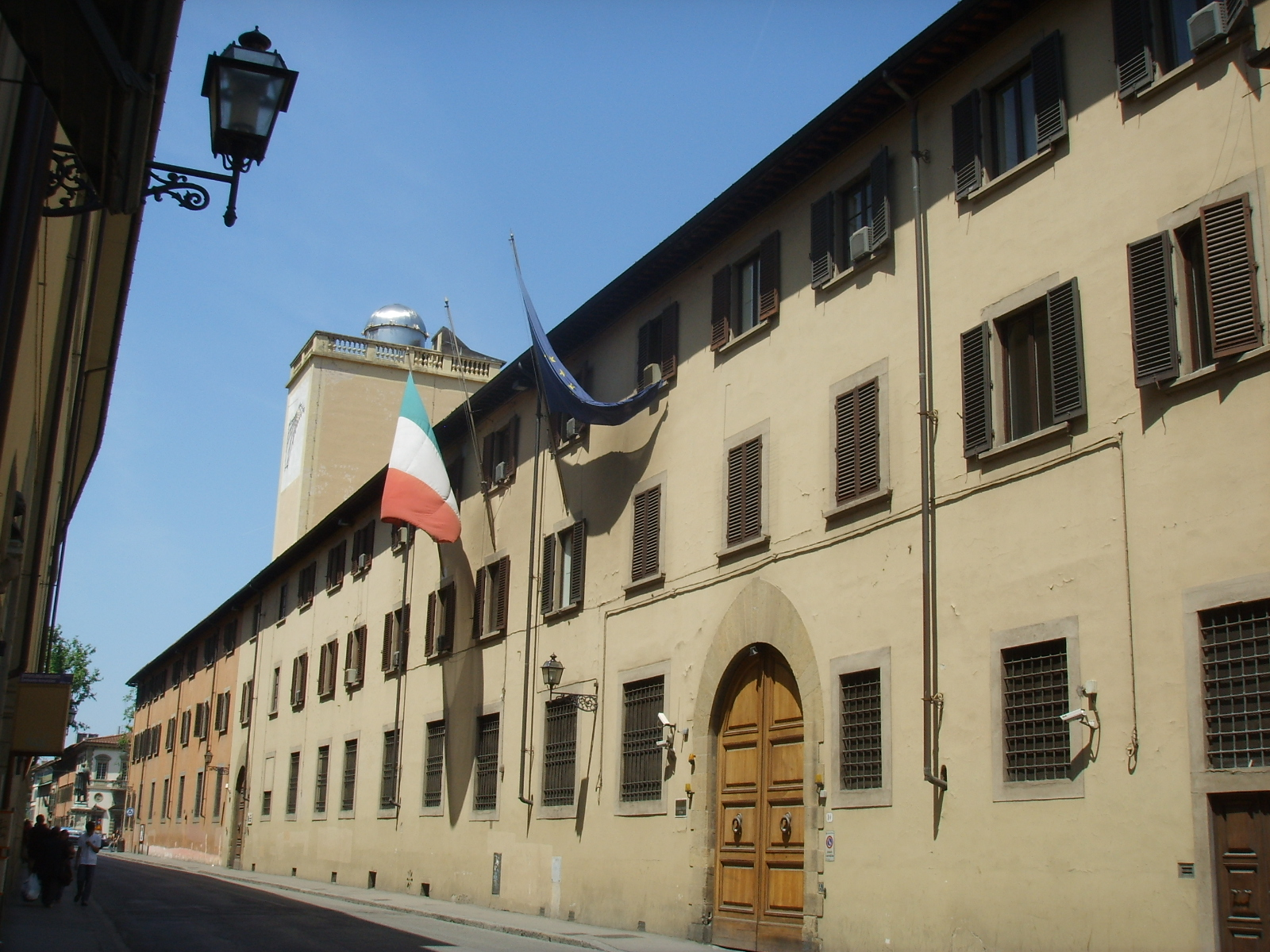
L'Istituto Geografico Militare a Firenze, ente Cartografico dello Stato italiano

La cartografia è l'insieme di conoscenze scientifiche, tecniche e artistiche finalizzate alla rappresentazione, simbolica, ma veritiera, su supporti piani (carte geografiche) o sferici (globi), di informazioni geografiche, statistiche, demografiche, economiche, politiche, culturali, relative allo spazio geografico rappresentato; il cartografo deve avere la capacità di comprendere la carta geografica in tutti i suoi aspetti costruttivi in modo da essere in grado di idearla, di dirigerne la costruzione, di fornire eventualmente gli schizzi necessari alla sua esecuzione.
L'interpretazione del territorio, da lui operata in base ai dati in suo possesso, deve essere da lui realizzata sulla base delle finalità che la carta o la mappa si propongono. Il taglio delle carte, l'uso dei simboli, della scala e delle proiezioni con i relativi calcoli, la frequenza e la scrittura dei toponimi sono sua scelta e diretta responsabilità e dipendono dalle sue competenze.

## Descrizione

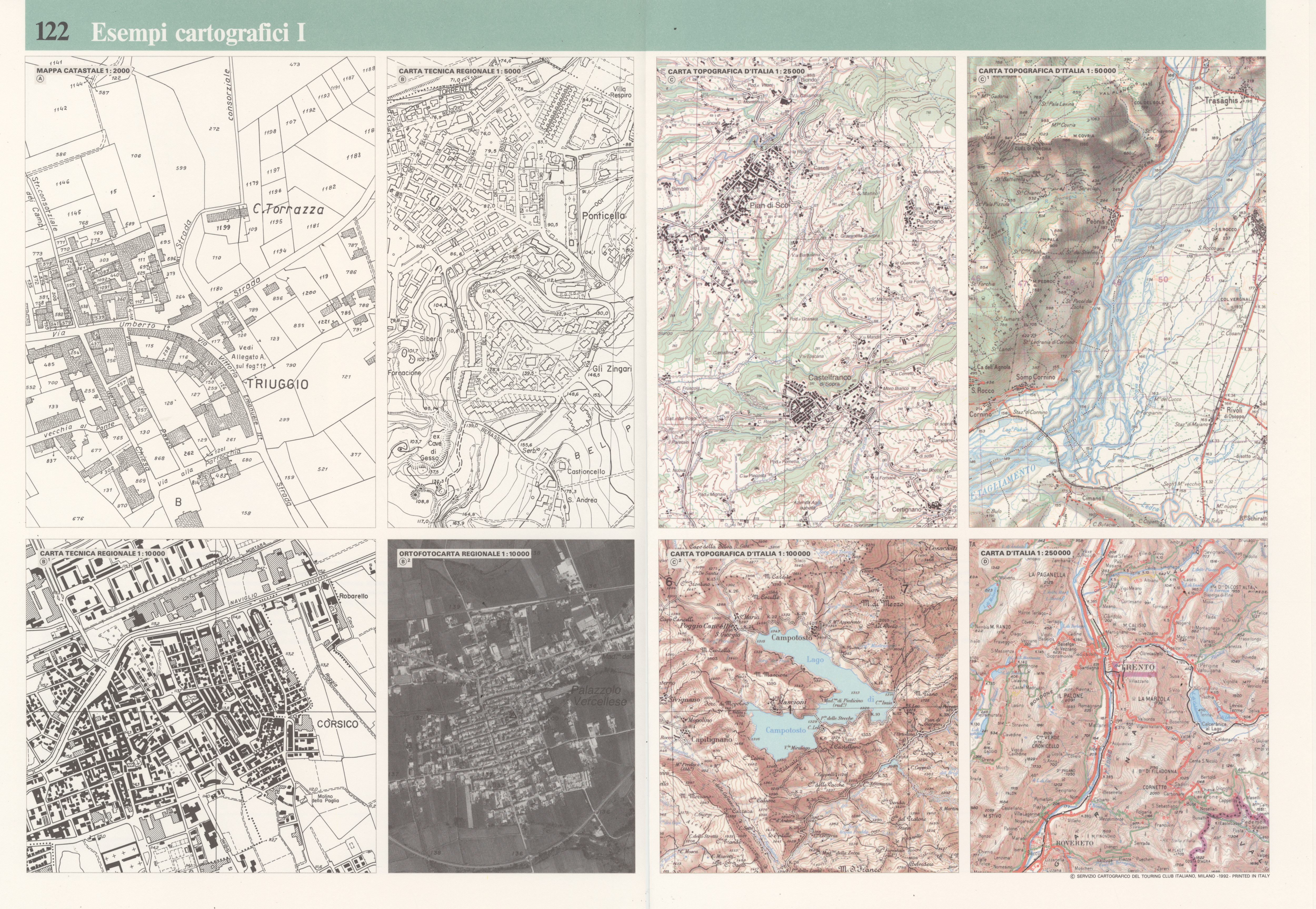
Esempi cartografici

La scala di una carta indica la sua precisione. La scala di rappresentazione è il rapporto tra le distanze rappresentate nella carta e quelle reali, indicato da un rapporto 1: n. Il numero n indica quante volte bisogna moltiplicare una distanza sulla carta per ottenere la distanza reale. Una grande scala, con n piccolo, è usata per rappresentare un territorio piccolo, mentre una piccola scala, con n grande, viene usato per rappresentare un territorio di grande estensione. 
Le operazioni in cui le informazioni e i loro simboli sono modificati in modo da adattarsi alla scala della carta può essere definita generalizzazione cartografica. Le tecniche geometriche o matematiche che trasformano i punti espressi in coordinate geografiche in punti espressi in coordinate cartesiane si chiamano proiezioni cartografiche. Gli studi cartografici e le relative applicazioni nei diversi campi applicativi sono state rivoluzionate dallo sviluppo e dalla diffusione dei sistemi informativi geografici (GIS).

### La cartografia italiana dell'I.G.M., di vecchio e nuovo tipo
Erano usati in passato diversi appellativi per il tipo di carta.
Cartografia IGM italiana “vecchia” :
- Fogli 1:100.000 20 primi x 30 primi
- Quadranti 1:50.000 10 primi x 15 primi
- Tavolette 1:25.000 5 primi x 7,5 primi

Cartografia IGM italiana “nuova”:
- Fogli 1:50.000 12 primi x 20 primi
- Sezioni 1:25.000 6 primi x 12 primi

Il foglio di scala 1:100 000 si suddivide in quattro quadranti in scala 1:50 000, disposti in senso orario. Ciascun quadrante è composto da 4 tavolette in scala 1:25 000, indicate ciascuna in base alla propria posizione geografica. L'ubicazione di un punto su una carta è data da una riga alfanumerica.

## Storia

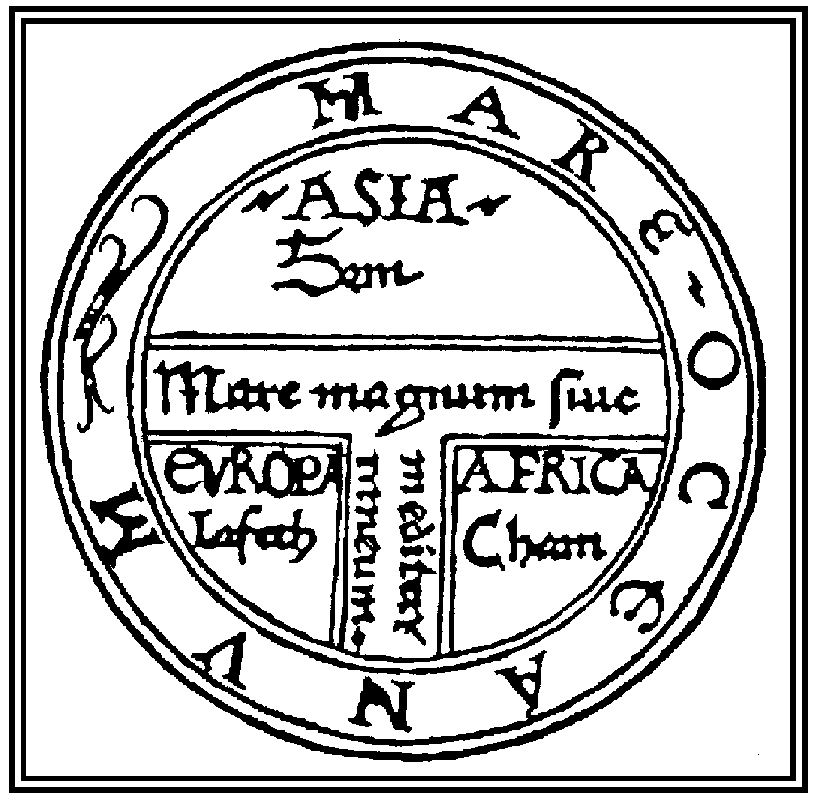
Copia della mappa del mondo di San Isidoro del 600 d.C.

Senza voler trascurare le pitture di paesaggio e lo sviluppo cartografico nell'antica Cina e gli studi paralleli nell'America pre-colombiana, evidenziati da pittogrammi e bassorilievi aztechi e incas, nell'antica Grecia fu Anassimandro per primo nel VI secolo a.C. a disegnare l'intera terra, vista come un disco circondato da un Oceano. Si ricorda altresì Ecateo di Mileto.
Sempre nell'antica Grecia il primo a fare una carta più incentrata ed attenta al Mediterraneo fu Dicearco da Messina, che ideò un sistema basato su due linee principali ortogonali su cui si sviluppava un reticolo di quadrati, ma si ispirò a teorie matematiche e tecniche sviluppate da Egizi e Mediorientali, oltre a prendere spunto dalle esplorazioni dei Fenici. Ulteriori innovazioni 
apparvero un centinaio di anni dopo grazie agli studi di Eratostene di Cirene (276-196 a.C.), culminati con la carta di tutte le terre emerse sulle quali era tracciato un reticolato geometrico seppur ancora grossolano ed impreciso.

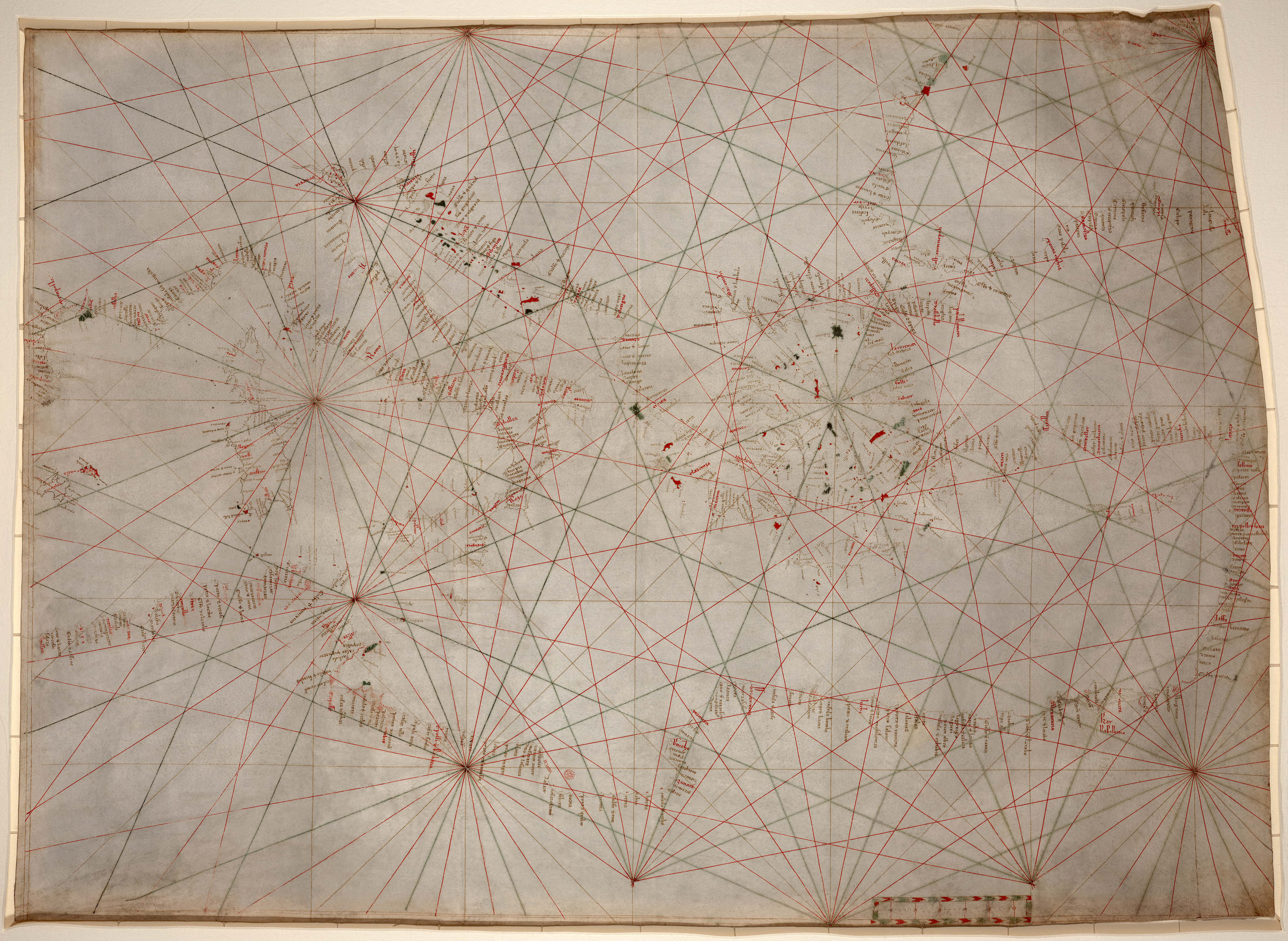
Antica carta nautica genovese del Quattrocento

Due secoli dopo vennero abbozzate la latitudine e la longitudine e nel III secolo a.C. Ipparco suddivise per primo la carte in paralleli e meridiani.
Gli antichi Romani si soffermarono soprattutto sull'aspetto pratico delle carte, quindi trascurarono gli studi di cosmografia e di geografia matematica, basti pensare alla Tabula Peutingeriana del IV secolo, basata sui rilievi eseguiti da corpi militari. Di un certo interesse per la cartografia futura fu la Forma imperii, una carta geografica raffigurante l'Impero.

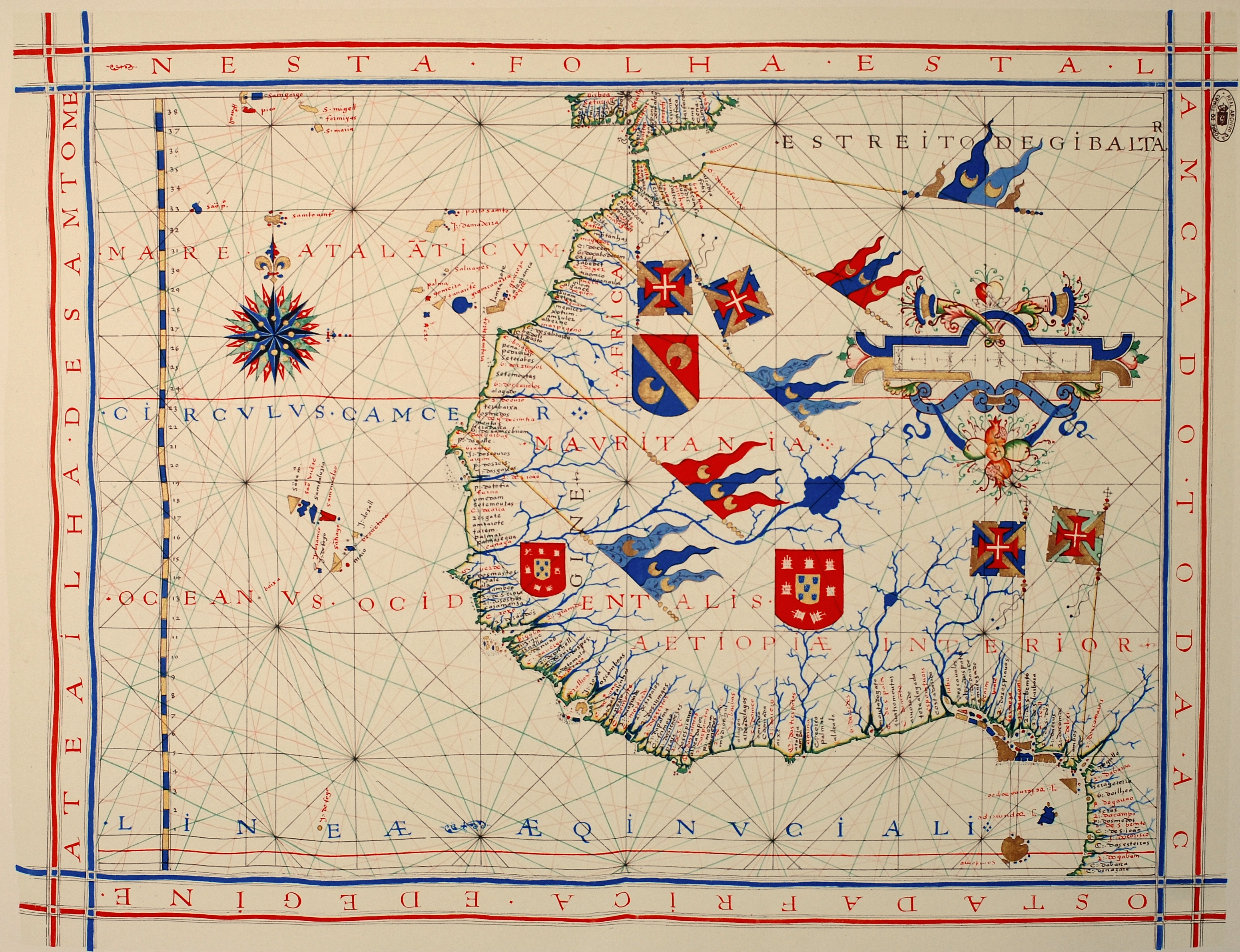
Antica carta nautica del portoghese Fernão Vaz Dourado, 1571

Un grande balzo in avanti nella cartografia venne compiuto da Marino di Tiro, intorno alla prima metà del II secolo, che elaborò per primo la longitudine e la latitudine dei singoli luoghi non più basandosi sulle distanze lineari, bensì sui gradi. Nel periodo ellenistico Tolomeo compilò 26 mappe basandosi sulle osservazioni di Marino da Tiro. Il merito di Tolomeo fu quello di ridurre l'ecumene a 180°, avvicinandosi quindi ad una misura più esatta (125°), riuscendo a progettare una carta comprensiva di tutto il mondo noto, in cui venne usata per la prima volta una proiezione conica semplice, con i paralleli disposti come archi di cerchio concentrici.
Invece il Medioevo europeo, differentemente da quello arabo, fu contraddistinto da una grande ignoranza sugli studi geografici anche precedenti ed i vari aspetti, dogmatici ed escatologici, della religione cristiana contribuirono ad accentuare l'interesse artistico e fantasioso delle carte.
Grazie all'impulso dato dalla civiltà araba anche in Europa si perseguì una cartografia più scientifica e nel 1311 Pietro Vesconte realizzò la prima carta nautica. Con la scoperta dell'America i cartografi si dilettarono a rappresentare l'intero globo terrestre, e tra di essi si distinsero Giacomo Gastaldi, Egnazio Danti e Mercatore verso la fine de Cinquecento. Con la misurazione della longitudine terrestre, eseguita nel 1680 dall'Accademia di Francia si concluse il capitolo della cartografia antica. Verso la metà del Settecento Cesare Francesco Cassini allestì la prima carta completa topografica della Francia nella scala di 1:86.400 e nello stesso tempo subì un netto miglioramento anche la rappresentazione dei rilievi.

## Cartografia e open source

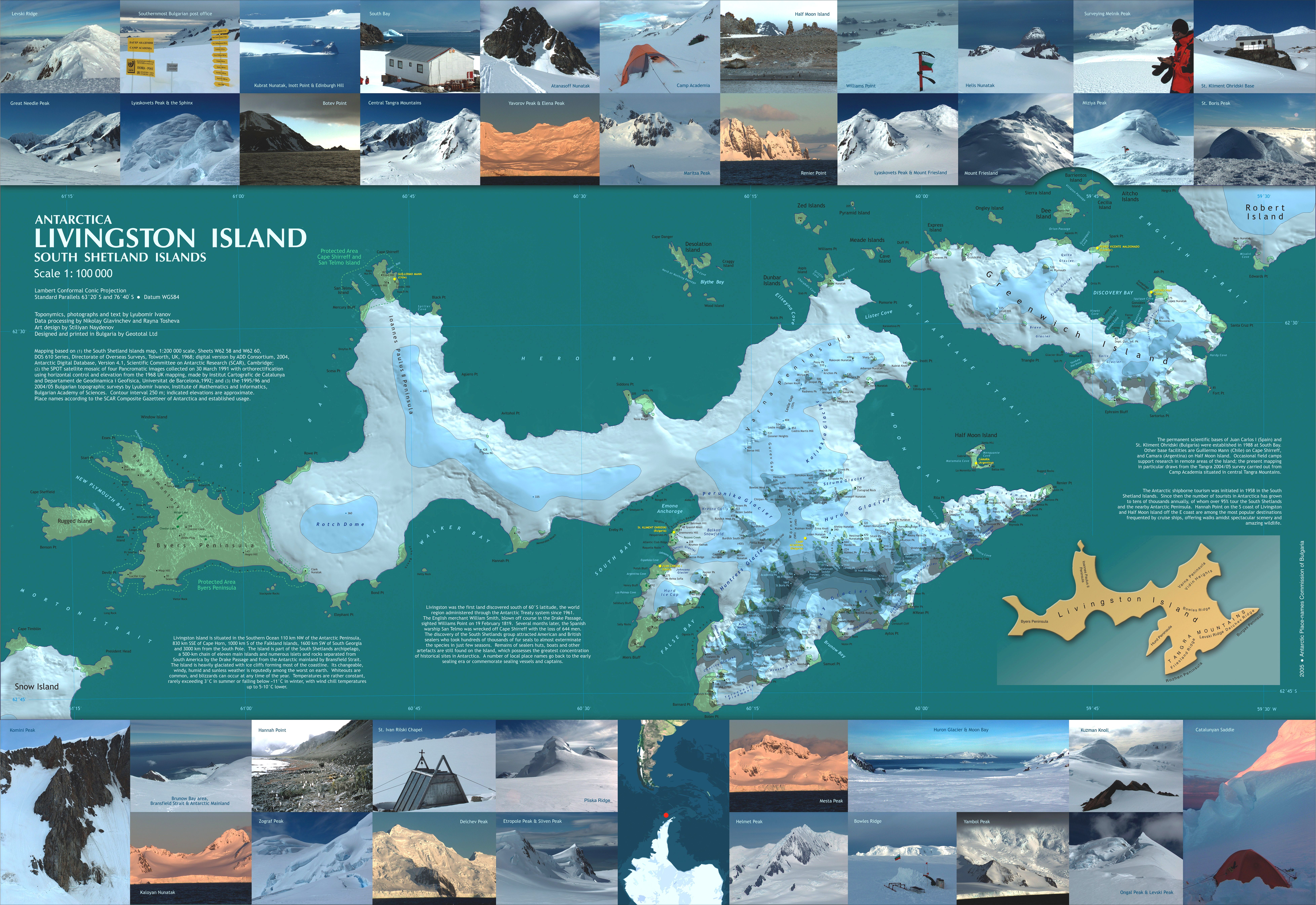
Carta illustrata

Le leggi sul diritto d'autore tutelano le opere cartografiche e prevedono il pagamento di royalty secondo le disposizioni dei loro autori.
In Europa, una cartografia "proprietaria" non è materiale utilizzabile per distribuzioni open source che devono tracciare una nuova cartografia senza utilizzare il materiale esistente.
Esistono software (in particolare applet Java) in grado di acquisire una carta geografica in.jpeg e fornire servizi di base come la navigazione interattiva e il calcolo del percorso ottimale. Tuttavia, un uso privato così come una distribuzione pubblica di questi servizi sono soggette alla legge del diritto d'autore. Fra i più completi rilevamenti del territorio italiano rientrano le carte della Marina Militare ed il sito del Portale Cartografico Nazionale (riferimento ufficiale della cartografia nazionale). Il materiale è disponibile gratuitamente sia per le pubbliche amministrazioni, che per i cittadini.
Negli Stati Uniti la cartografia nazionale non è coperta da diritto d'autore e ciò ha favorito la diffusione delle carte interattive con servizi quali maps.google.com e earth.google.com. Il servizio di Google è soggetto a pagamento per l'utilizzo della carta oltre un certo livello di zoom, per visualizzare imprese o altri enti. Una cartografia gratuita si è potuta estendere anche ad aree del territorio che non corrispondono a grandi agglomerati urbani o zone turistiche, posti per i quali pochi utenti utilizzerebbero il servizio di consultazione.
I tipi di carte
Si può affermare che le carte geografiche si possono dividere in due gruppi principale: le carte qualitative e quantitative. Le carte qualitative sono quelle che mostrano, in base ad un criterio, diversi aspetti di un territorio. Le carte qualitative sono quelle politiche, fisiche, stradali e tematiche. Le carte politiche mostrano la suddivisione di un territorio, cioè i confini. Mostrano anche le città più importanti. Le fisiche mostrano i fiumi, i laghi, le montagne, le colline, le pianure, ecc. Per mostrare l'altezza delle montagne si usano diversi colori, delle isoipse o lo sfumo. Le carte stradali mostrano le strade, le autostrade, le ferrovie e le diverse vie principali. Le carte tematiche mostrano invece le determinate caratteristiche di un territorio. Vi sono inoltre le carte nautiche, le carte storiche e le carte meteorologiche. Le carte quantitative mostrano un territorio in diverse grandezze. Ad esempio si hanno:
La carta archeologica
La carta archeologica è lo strumento più opportuno per determinare un itinerario viario nell'area indicata da opportune fonti. Le carte Archeologiche sono utili essenzialmente per due aspetti. In primis tali carte sono utili per poter apprendere gli insediamenti e le condizioni al momento del progetto della strada. Inoltre esse servono per poter stimare le infrastrutture i ponti e i servizi.
Cartografia della vegetazione
Una carta della vegetazione è definibile come un documento geografico che per un dato territorio rappresenta le estensioni dei tipi di vegetazione individuati sul territorio medesimo. Si hanno carte geografiche a piccola scala cioè comprese tra 1:500.000 e 1:1.000.000. In seguito si hanno carte topografiche a media scala da 1:50.000, 1:100.000 e 1:200.000 e infine Carte topografiche a grande scala oltre 1:25.000. 
Le carte della vegetazione sono di due tipi: carte fisionomiche o fitosociologiche.
- Per realizzare una carta della vegetazione dobbiamo seguire determinate fasi:
- delimitare su carta topografica l'area da cartografare;
- individuare su campo le diverse tipologie di vegetali;
- riportare su carta le diverse tipologie di vegetali individuate con messa a punto della legenda;
- stampa della carta.

Esistono diversi tipi di carte della vegetazione: quelle reali illustrano la fotografia dell'attuale situazione, poi ci sono quelle potenziali che sono sia le carte storiche che le carte di previsione. Tali carte ci permettono di conoscere il territorio e possedere una buona base per una opportuna pianificazione territoriale.
Nei rilevamenti manca ancora uno standard di formattazione della cartografia per la quale si utilizzano formati di grafica vettoriale oppure formati raster; fra quelli raster è diffusa principalmente l'estensione .jpeg dalle cui immagini si calcolano e tracciano i percorsi ottimali. Meno diffusi sono altri formati di grafica vettoriale che consentono anche di definire metadati con i quali l'utente può personalizzare le carte con informazioni per lui rilevanti. 
I software di conversione fra i vari formati spesso sono programmi a pagamento.
Fra i maggiori progetti di software open source per la navigazione satellitare (alternativo al diffuso Tom Tom ed altri), è da notare che il progetto Roadster consente di definire dei metadati rispetto al progetto GpsDrive.

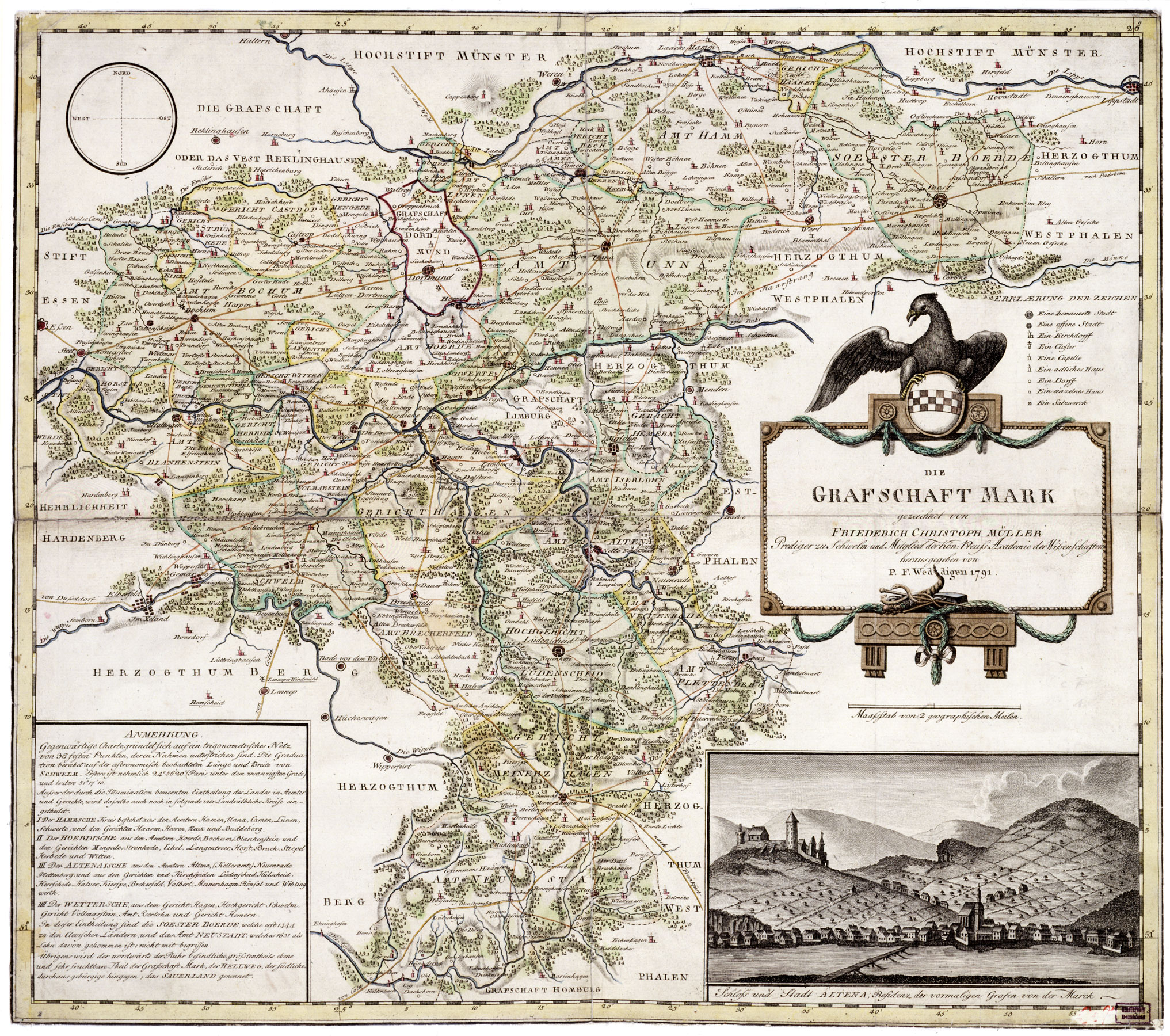
Un'antica carta della Contea di Mark, in Germania (1791).

Questa mancata standardizzazione ostacola un'integrazione delle informazioni provenienti da varie enti in un unico database geografico nazionale dal quale ricavare viste cartografiche personalizzate per i vari enti e personalizzabili per i vari cittadini.
L'adozione di formati proprietari è un ulteriore problema che impedisce di modificare la cartografia all'interno di un wiki liberamente editabile.
Nel caso delle mappe catastali è in corso un'opera di forte informatizzazione.
Un progetto di cartografia a contenuto libero, a livello internazionale, è OpenStreetMap, che si basa principalmente sui dati raccolti dai dispositivi GPS portatili degli utenti e dalle fotografie aeree in concessione da Yahoo! Mappe.
A Povo (nei pressi di Trento), presso l'ITC-irst ha sede il centro di coordinamento di GRASS (Geographic Resources Analysis Support System), il maggior progetto internazionale di cartografia con open software.

## Il simbolismo cartografico
Nelle carte topografiche si cerca di fare in modo che ogni oggetto geografico sia rappresentato con forme e dimensioni simili alla realtà. Molti oggetti però non si possono riportare in scala sulla carta, è per questo che vengono raffigurati con un segno convenzionale.
Con i segni convenzionali o simboli cartografici si distinguono strade, particolari tipi di edifici (chiese, cappelle, opifici, ecc.), ponti, ferrovie, acquedotti; altri ancora mostrano le caratteristiche delle coltivazioni, delle piante spontanee e così via.
Questi simboli cartografici sono entrati in uso nell'Ottocento, precisamente dall'inizio della cartografia geometrica moderna a grande scala. In precedenza la rappresentazione cartografica era piuttosto limitata e schematica, perché si riduceva a delineare i fiumi, le coste, l'andamento generale delle montagne e i centri abitati.
I segni convenzionali che si trovano sulle carte topografiche sono quindi numerosi. Molti di essi si possono osservare, con la relativa spiegazione, in calce a ogni carta dell'Istituto Geografico Militare Italiano.

### I simboli planimetrici
Tenendo presente che la planimetria si occupa del rilevamento sul piano orizzontale dei punti del terreno, i simboli planimetrici si possono a loro volta suddividere in cinque gruppi:
1. segni convenzionali per rappresentare l'idrografia (coste, fiumi, laghi, torrenti, ruscelli, stagni, saline, acquedotti ecc.), cui si possono collegare anche quelli degli impianti idroelettrici;
2. segni convenzionali per rappresentare le vie di comunicazione (ferrovie, sentieri, strade rotabili, tranvie ecc.), comprendenti anche quelli per i passaggi con cui si superano corsi d'acqua o accidentalità del terreno (viadotti, ponti, guadi ecc.);
3. segni convenzionali per rappresentare i fabbricati e le opere stabili (case, chiese, fontane, campisanti, stabilimenti industriali ecc.);
4. segni convenzionali per rappresentare tipi di vegetazione (boschi, campi, piantagioni, orti, vigneti, risaie, giardini ecc.);
5. segni convenzionali per rappresentare i confini politici, amministrativi e di proprietà (recinti, muri, limiti di colture, confini di Stato, di Regione, di provincia, di comune ecc.).

Dato il gran numero dei simboli, diviene necessario rappresentare le loro diverse categorie con colori diversi, occorre cioè un cromatismo.

### I simboli altimetrici
Nel XVII secolo le montagne venivano ancora indicate con disegni di gobbe allineate, rappresentanti in prospettiva il loro grossolano andamento (sistema a mucchi di talpa) che non dava neppure l'idea della loro distribuzione. Nel secolo successivo fu usato il sistema detto «a bruco» o «millepiedi» perché le catene montuose venivano indicate da due serie opposte e parallele di trattini a spina di pesce, così da lasciare una striscia bianca centrale rappresentante la linea di cresta, cioè l'asse della catena. Con tale metodo si poteva dare un'idea solo della direzione delle serie di quote.
Anche oggi per le rappresentazioni schematiche e le esercitazioni scolastiche si usa un sistema simile, che indica le catene montuose con grosse linee (tratto forte) e alcune quote più significative.

#### Il tratteggio orografico
Nel 1799 il cartografo tedesco Lehmann introdusse un primo importante perfezionamento per la rappresentazione scientifica del rilievo. Egli propose di rendere l'inclinazione del terreno mediante il sistema del tratteggio, cioè con una serie di trattini allineati secondo le linee di massima inclinazione e tanto più fitti quanto più rapida è la pendenza. Il terreno pianeggiante risulterà quindi in bianco, mentre quello con inclinazione a 45° o più sarà completamente nero.
Con questo sistema si ha una sorta di ombreggiatura prodotta dal rilievo, che si può immaginare illuminato dall'alto, cioè con luce o lumeggiamento zenitale, oppure illuminato da un lato, con luce o lumeggiamento obliquo. In quest'ultimo caso si suppone di solito che la sorgente luminosa si trovi a Nord-Ovest e che quindi si vengano a trovare in ombra tutti i declivi rivolti a Sud-Est. A volte viene adottato un lumeggiamento misto, come nella Carta d'Italia al 100.000, che unisce il lumeggiamento zenitale per i pendii e il lumeggiamento obliquo per le creste.
Questo metodo non permette di ricavare l'altezza dei singoli punti, cioè delle quote.
Le stesse caratteristiche ha il sistema dello sfumo, che rappresenta le ombreggiature derivanti perlopiù da una luce obliqua con sfumature più o meno intense di uno stesso colore.

#### Le curve di livello
Geometricamente preciso è invece il sistema delle curve di livello o curve altimetriche o isoipse, linee in genere curve che convergono in punti del terreno di uguale altitudine, ossia con la stessa distanza verticale dal livello del mare. Tali curve risultano dalle intersezioni con il rilievo di piani paralleli ed equidistanti tra loro.

#### Figurazione e tinte altimetriche
Le isoipse, pur rappresentando il rilievo con molta precisione, non fanno risaltare a colpo d'occhio le sue caratteristiche. Per mettere in evidenza le differenze di livello e dare maggiore risalto alla rappresentazione, si distinguono le zone altimetriche con colori diversi (tinte altimetriche o ipsometrie o barometriche) oppure con tratteggi vari.